# Diplazium unilobum
Diplazium unilobum är en majbräkenväxtart som först beskrevs av Jean Louis Marie Poiret och som fick sitt nu gällande namn av Georg Hans Emmo Wolfgang Hieronymus.
Diplazium unilobum ingår i släktet Diplazium och familjen Athyriaceae. Inga underarter finns listade.